# Danilo Soligo
Danilo Soligo (Trevignano, 9 settembre 1920 – Montebelluna, 31 ottobre 2016) è stato un pittore e restauratore italiano.

## Biografia
(Danilo Soligo - Appunto dell'agosto 1996)

### La giovinezza e gli anni della guerra
Danilo Soligo nasce a Trevignano, in provincia di Treviso, il 9 settembre 1920, da Francesco Onorato e Norma Marin. Primo di cinque figli, viene iniziato alla pittura all'età di quattordici anni dal padre decoratore, per poi studiare da Luigi Bizzotto, allievo di Ettore Tito.
Nel 1938 e nel 1939 vince il Concorso provinciale di grafica giovani Artisti e 1939 ottiene il 1º premio in un concorso di grafica a carattere nazionale tenutosi a Roma con un'opera esposta al Palazzo della Farnesina.
Sempre nel 1939 è chiamato alle armi. Dopo l'armistizio dell'8 settembre 1943, scegliendo di non continuare a combattere nelle file della Repubblica Sociale Italiana (RSI), viene deportato dai tedeschi nel campo di prigionia di Zusmarshausen in Germania dove rimarrà fino alla primavera del 1945.

### 1946-1957: Gli anni del dopoguerra ed i cicli di affreschi
Al rientro in patria riprende a lavorare nell'impresa paterna e si iscrive all'Accademia di Belle Arti di Venezia dove avrà come insegnante Guido Cadorin. Dal 1945 si dedica all'insegnamento di disegno e plastica alla Scuola Luigi Serena di Montebelluna.
Nell'immediato dopoguerra, in seguito ai lavori di restauro della Chiesa di San Gaetano di Montebelluna, gli venne commissionato un affresco su nicchia raffigurante 4 figure di santi. Da qui Soligo iniziò una lunga serie di cicli di affreschi realizzati in chiese ed edifici religiosi rimasti lesionati dalla guerra. Nel 1948 realizzò una serie di 24 figure di santi con al centro Cristo Re nella Chiesa di San Giacomo a Caonada di Montebelluna e nel 1949 intervenne nel coro della Chiesa di San Martino Vescovo di Salgareda con un affresco di 6 figure di santi.
Nel 1950 si diploma ottenendo anche un premio di riconoscimento per il brillante risultato conseguito e nello stesso anno è a Roma alla mostra dei migliori allievi prescelti dalle Accademie di Belle Arti italiane. E poi ancora un affresco raffigurante Il sogno di Giacobbe per la Chiesa di San Vigilio Vescovo a Guarda di Montebelluna.
Negli anno a venire molti furono gli affreschi realizzati da Danilo Soligo, dei quali i più pregevoli, per espressività, sono la Visitazione della Beata Vergine Maria, realizzato nel 1952 nella Chiesa San Martino Vescovo di Musano, La Vergine di Fatima, realizzato nel 1952 presso la Chiesa di San Valentino di Bavaria (TV), l'Assunzione di Maria realizzato nel 1953 presso la Chiesa San Martino Vescovo di Rio San Martino, i Quattro Evangelisti realizzati nel 1955 nella Chiesa di San Giovanni Battista in Briana, la Deposizione di Gesù del 1956 presso la Chiesa di San Donato di Remedello Sotto e L'apparizione di Fatima del 1956 realizzato nella Chiesa di San Michele Arcangelo di Santa Maria del Sile.
Nel 1955 sposa Regina Levis che resterà la sua compagna per tutta la vita e dalla quale avrà quattro figli.

### 1957-1963: Il Canada
Nel 1957 si reca in Canada nello stato del Québec dove prosegue la sua opera di pittore delle grandi composizioni murali ed a olio su tela; nel 1957 dipinge l'affresco La Vergine che appare a San Bernardo nella Chiesa di Saint Bernard a Neguac nella provincia del New Brunswick e nello stesso anno dipinge 2 pale per la Chiesa di Saint-Louis di Pintendre in Québec.
In questi anni canadesi Danilo Soligo dipinge una decina di chiese, dalle quali spiccano il Gesù nell'orto degli ulivi del 1958 per la Chiesa di Sainte-Félicité a Matane, le tele del San Paolo Apostolo, della Sacra Famiglia e de La Madonna di Lourdes realizzate nel 1958 per la Chiesa di Saint Paul a Saint Paul de Kent del New Brunswick, il catino absidale della Chiesa di Notre-Dame-du-Perpétuel-Secours di Desbiens con un olio raffigurante La Madonna con il Bambino Gesù e Angeli, ed ancora le due Nicchie d'Altare raffiguranti una Sacra Famiglia ed una Incoronazione della Vergine per la Chiesa di Sainte Cécile di Trois Rivières del 1959.
Furono poi di questo periodo le partecipazioni a mostre collettive a Quebec e Toronto.

### 1963-in poi: Il ritorno in Italia

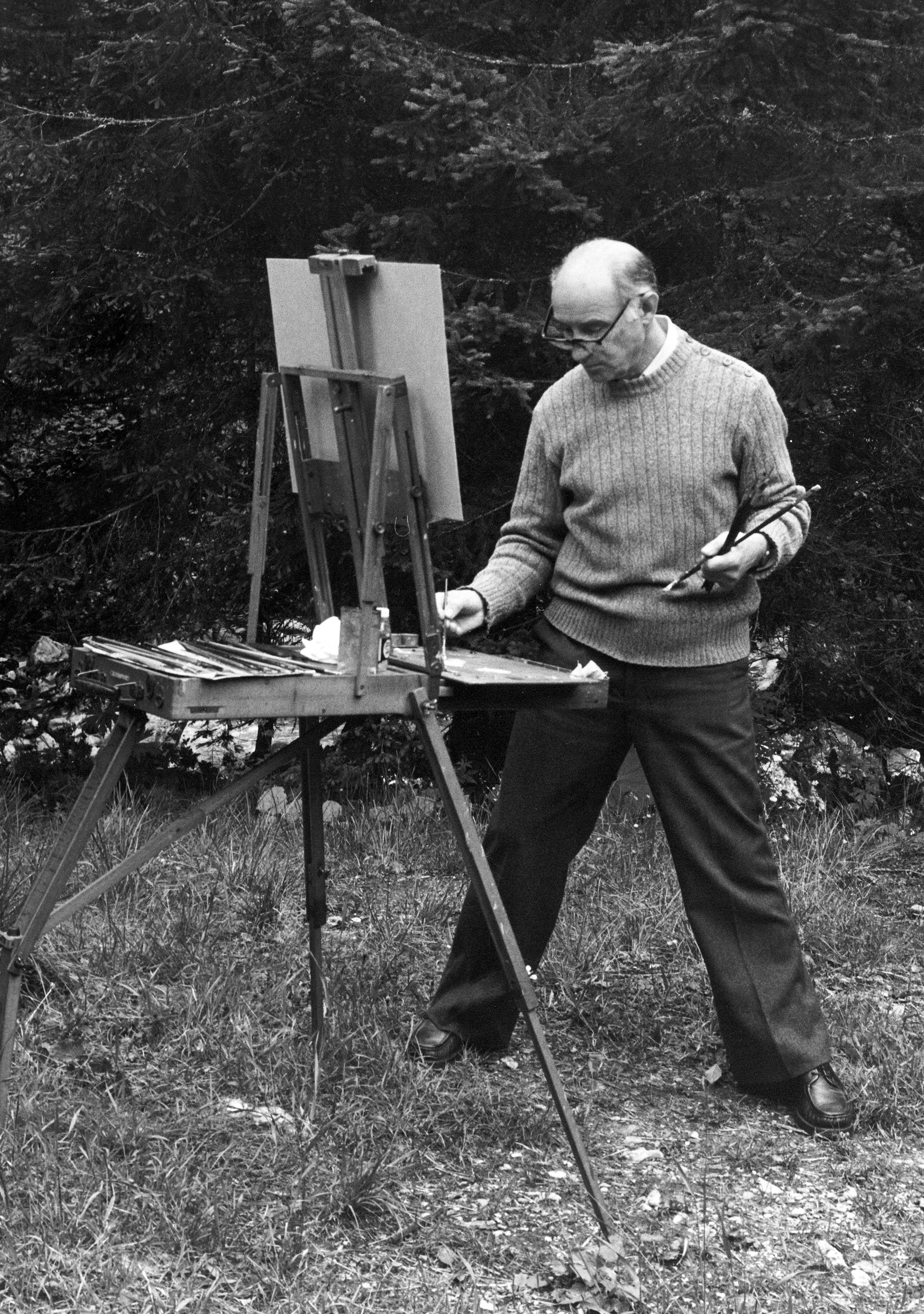
Danilo Soligo in una foto del 1976

Nel 1963 torna in Italia dove alterna la sua pittura alla professione di restauratore, che lo porterà a operare su tele del Veronese, di Cima da Conegliano, del Il Pordenone, di Vincenzo Foppa, del Perugino, di Vincent Van Gogh e di tanti altri.
Dagli anni settanta in avanti vive un periodo molto prolifero nel quale impone la sua visione della pittura soprattutto con il rilancio della natura morta e del paesaggio con un carattere di forte riconoscibilità. È di questo periodo la serie di mostre personali e di partecipazioni a importanti premi e rassegne d'arte che lo vedono buon protagonista.
Per tutti gli anni 60 e parte dei 70 fu tra gli organizzatori e nella giuria dell'importante concorso nazionale di grafica e pittura  "Il Pennello d'Argento" patrocinato dal Ministero dell'Istruzione e aperto ai ragazzi delle scuole primarie e delle medie inferiori.
Nel 1977 viene invitato nuovamente in Canada per eseguire 27 grandi tele ad olio (160x220) che andranno apposte nella cappella della Scala Santa della Basilica di Sainte-Anne-de-Beaupré, famoso santuario del Nord America.

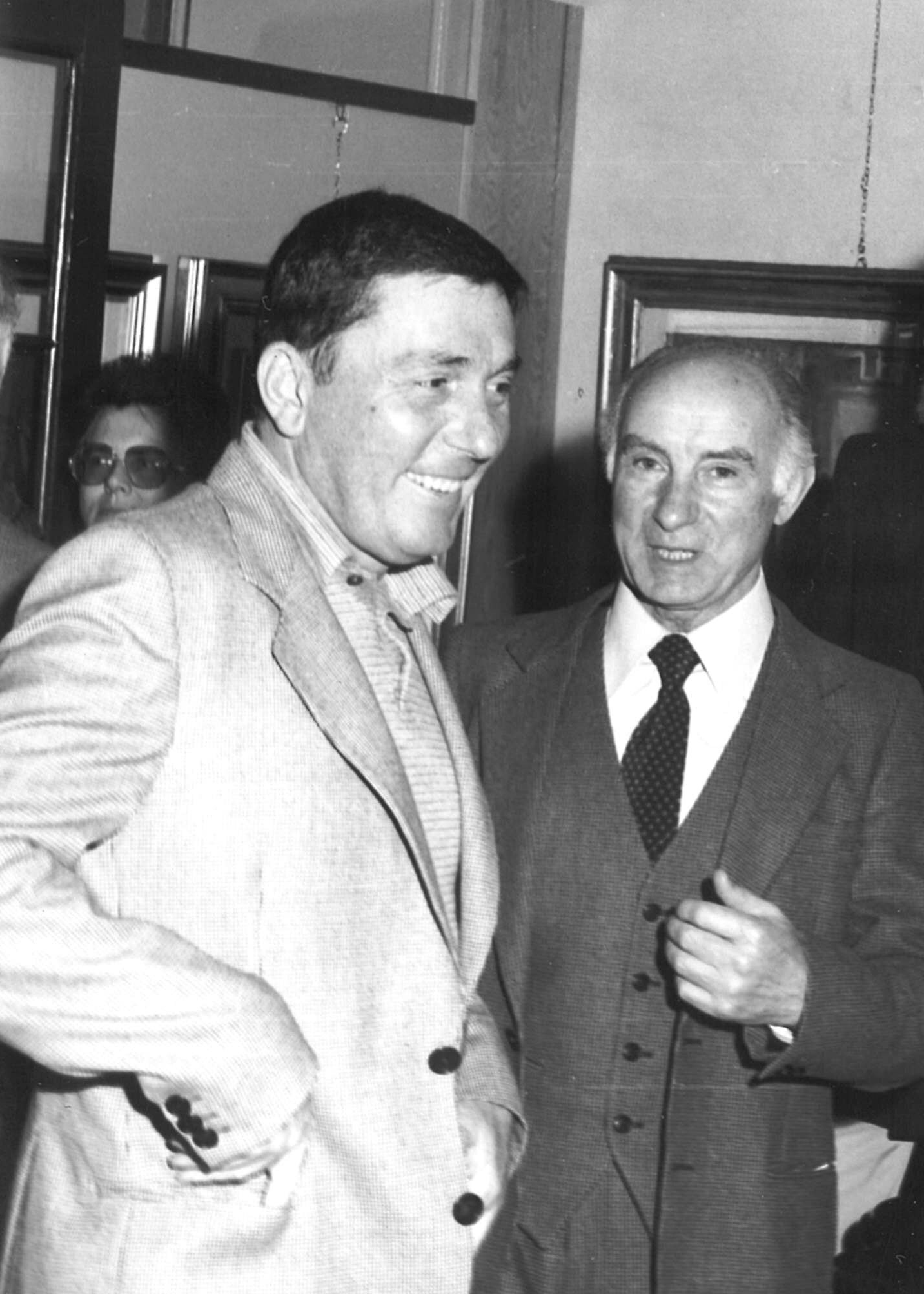
Danilo Soligo con il critico d'arte Paolo Rizzi - (1981)

Al rientro in Italia riprende le sue attività nello studio di Montebelluna che lo vedrà attivo fino alla fine del primo decennio degli anni duemila.
Nel 1993 viene chiamato a dipingere il "Drappo" per la quarta edizione del "Palio del Vecchio Mercato" di Montebelluna.
Danilo Soligo muore il 31 ottobre 2016 all'età di 96 anni. I suoi funerali furono celebrati presso il Duomo a Montebelluna, nella chiesa che ospita la sua Via Crucis e alcune sue tele.

## Critici
Si sono occupati della sua attività artistica: Ennio Miotto, Ottorino Stefani, Gina Roma, Franco Batacchi Jr, Vittoria Magno, Paolo Rizzi, Valeria Jaccour, Luigina Bortolatto, Sergio Favotto.

## Opere di arte sacra

### In Italia
- 1947 - Chiesa di San Gaetano -San Gaetano - Montebelluna (TV) - 4 Figure su nicchie - Affresco 220x90 cm[3]
- 1948 - Chiesa di San Giacomo - Caonada - Montebelluna (TV) - 18 Figure su sfondo di parete - Affresco[4]
- 1949 - Chiesa di San Martino Vescovo - Campobernardo - Salgareda (TV) - Decorazione del coro con 6 figure - Affresco
- 1950 - Chiesa di San Vigilio - Guarda - Montebelluna (TV) - "Il sogno di Giacobbe" - Affresco 1050x600 cm
- 1951 - Oratorio di San Giacomo - Pederobba (TV) - Olio su tela 200x90 cm
- 1951 - Chiesa Sant'Urbano di Bavaria (TV) - "San Girolamo" - Olio su tela 220x350 cm
- 1952 - Chiesa di San Valentino - Bavaria (TV) - "La Vergine di Fatima" - Affresco 750x530 cm / "San Valentino" - Olio su tela 130x80 cm / "San Mauro" - Olio su tela 130x80 cm
- 1952 - Chiesa San Martino Vescovo di Musano (TV) - "Visitazione della Beata Vergine Maria" Affresco 375x275 cm
- 1953 - Chiesa Sant'Antonio da Padova di Campagna di Maniago (PN) - "Ultima Cena" - Affresco 400x250 cm / "La nascita di Gesù" - Affresco 500x250 cm / "Assunta" - Affresco 370x370 cm
- 1953 - Chiesa San Martino Vescovo di Rio San Martino (VE) - "Assunzione di Maria" - Affresco 500x1100 cm / Catino Absidale - Affresco
- 1953 - Chiesa di Sant'Andrea - Bonisiolo (TV) - Catino Absidale - Affresco
- 1953 - Chiesa di Santa Maria in Colle - Montebelluna (TV) - "I quattro Evangelisti" su i pennacchi della cupola - Affresco
- 1954 - Chiesa di Sant'Eufemia di Abbazia Pisani (PD)
- 1954 - Chiesa di San Biagio - Montebelluna (TV) - "Assunzione di Maria" - Affresco 1000x400 cm
- 1955 - Chiesa di San Giovanni Battista - Briana (VE) - Affresco al soffitto del coro, della navata e quattro lunette con "I quattro Evangelisti"[5]
- 1955 - Chiesa dell'Annunciazione della Beata Vergine Maria - Stigliano (VE) - 5 Figure - Olio su tavola 400x400 cm
- 1956 - Chiesa di San Donato - Remedello di Sotto (BS) - "La deposizione" - Affresco
- 1956 - Chiesa di San Michele Arcangelo - Santa Maria del Sile (TV) - "L'apparizione di Fatima" - Affresco 300x400 cm
- 1998 - Duomo di Maria Immacolata - Montebelluna (TV) - "Annunciazione" - Olio su tavola 200x200 cm
- 1998 - Duomo di Maria Immacolata - Montebelluna (TV) - "Crocifissione" - Olio su tavola 217x116 cm
- 1999 - Duomo di Maria Immacolata - Montebelluna (TV) - "San Francesco riceve le stigmate" -  Olio su tavola 350x120 cm[14]
- 20?? - Duomo di Maria Immacolata - Montebelluna (TV) - Via Crucis - 14 Oli su tavola ? 100x60

### In Canada
- 1957 - Chiesa di Saint Bernard - Neguac - New Brunswick - "La Vergine che appare a San Bernardo" - Affresco 550x1000 cm
- 1957 - Chiesa di Saint-Louis - Pintendre - Québec - 2 Pale - Olio su tela 230x120 cm
- 1958 - Chiesa di Sainte-Félicité - Matane - Québec - "Gesù nell'orto degli ulivi" - Affresco 400x400 cm
- 1958 - Chiesa di Saint-Dominique - Newport Gaspésie - Québec - "San Giuseppe con il Bambino Gesù" - Olio su Tavola 200x300 cm / "La Madonna di Lourdes" - Olio su Tavola 200x300 cm
- 1958 - Chiesa di Saint Paul - Saint Paul de Kent - New Brunswick - "San Paolo Apostolo" - Olio su tela 220x400 cm / "La Sacra Famiglia" - Olio su tela 220x330 cm / "La Madonna di Lourdes" - Olio su tela 220x330 cm
- 1958 - Chiesa di Notre-Dame-du-Perpétuel-Secours - Desbiens - Québec - "La Madonna con il Bambino Gesù e Angeli" - Catino absidale dipinto ad olio 12 m²
- 1958 - Chiesa di Saint Philippe - Trois Rivieres - Québec - "Il Sacro Cuore con Gloria di Cherubini" - Olio su tavola 400x300 cm
- 1959 - Chiesa di Sainte Cécile - Trois Rivieres - Québec - "La Sacra Famiglia" - Nicchia d'Altare 6 m² / "L'Incoronazione della Vergine" - Nicchia d'Altare 6 m²
- 1977 - Cappella della Scala Santa della Basilica di Sainte-Anne-de-Beaupré - "Vedute del paesaggio della Terra Santa " - 27 Oli su tela 160x220 cm

## Premi
- 1938 - 1º premio (ex aequo) al Concorso provinciale di grafica giovani Artisti - Treviso
- 1939 - 1º premio al Concorso provinciale di grafica giovani Artisti - Treviso
- 1939 - 1º premio al Concorso nazionale di grafica giovani Artisti - Roma
- 1950 - Premiato all'Accademia di Belle Arti - Venezia
- 1972 - Premiato al Concorso nazionale - Crocetta del Montello (TV)
- 1974 - Premiato al Concorso Nazionale Galleria "Aldebaran" - Sassuolo (MO)
- 1975 - 4º premio al Concorso nazionale - Crocetta del Montello (TV)
- 1977 - Premiato al 16º Concorso nazionale "Città di Piove di Sacco" - Piove di Sacco (PD)
- 1978 - 4º premio al Concorso nazionale - Volpago del Montello (TV)
- 1979 - 4º premio al Concorso nazionale - Quinto (TV)

## Mostre

### Mostre personali
- 1968 - Sala esposizioni "Bernardi" - Montebelluna (TV)
- 1969 - Galleria "Del Libraio" - Montebelluna (TV)
- 1969 - Galleria "Duomo" - Treviso
- 1971 - Galleria "Del Libraio" - Montebelluna (TV)
- 1974 - Galleria "Enotria" - Conegliano (TV)
- 1974 - Galleria "Quattro Cantoni" - Oderzo (TV)
- 1976 - Galleria "Il Sigillo" - Padova
- 1979 - Villa Colombo - Toronto (Canada)
- 1979 - Gallerie D'Arte Venete - Villa Contarini Simes - Piazzola sul Brenta (PD)
- 1980 - Galleria "L'Alfiere" - Padova
- 1981 - Galleria "La Saletta" - Montebelluna (TV)
- 1981 - Comune di Crocetta del Montello (TV)
- 1982 - Biblioteca di Possagno (TV)
- 1982 - Galleria " Bramante" - Vicenza
- 1982 - Antologica alla "Barchessa Manin" - Montebelluna (TV)
- 1982 - Antologica presso "Ca Dei Ricchi" - Treviso
- 1984 - Antologica presso la sede della Banca Popolare di Montebelluna - Treviso
- 2010 - Antologica presso il Municipio di Nervesa della Battaglia (TV)

### Mostre collettive
- 1939 - "Palazzo della Farnesina" - Roma
- 1948 - Accademia di Belle Arti - Venezia
- 1950 - Accademia di Belle Arti - Roma
- 1954 - Collettiva Galleria "Del Libraio" - Montebelluna (TV)
- 1954 - Collettiva "Palazzo dei Trecento" - Treviso
- 1956 - Collettiva Galleria "S.Trinità" - Firenze
- 1958 - Collettiva "Città di Québec" - Québec (Canada)
- 1959 - Collettiva "Palazzo dell'Expo" - Toronto (Canada)
- 1961 - Collettiva "Palazzo dell'Expo" - Toronto (Canada)
- 1964 - Collettiva "Biennale di pittura Luigi Serena" - Prima mostra nazionale di arti figurative - Montebelluna (TV)
- 1964 - Collettiva "Mostra d'arte contemporanea" - "Palazzo dei Trecento" Treviso
- 1964 - Collettiva "Città di Conegliano" - (TV)
- 1966 - Collettiva "Biennale di pittura Luigi Serena" - Seconda mostra nazionale di arti figurative - Montebelluna (TV)
- 1969 - Collettiva "Città di Montebelluna" - (TV)
- 1966 - Collettiva "1º Premio Nazionale di pittura M. Pettenon” - San Martino di Lupari (Pd)
- 1972 - Collettiva "Invito d'arte"- Castelfranco Veneto (TV)
- 1972 - Collettiva "Ex Tempore Nazionale" - Crocetta del Montello (TV)
- 1973 - Collettiva "Veneto oggi" - Montebelluna (TV)
- 1973 - Collettiva Galleria "Enotria" - Conegliano (TV)
- 1973 - Collettiva Galleria "Enotria" - Conegliano (TV)
- 1974 - Collettiva "Mostra del miniquadro" - Pordenone
- 1974 - Collettiva Galleria "L. Serena" - Montebelluna (TV)
- 1974 - Collettiva "3º Concorso Primavera" Galleria "Le Cave"- Treviso
- 1975 - Collettiva "Ex Tempore Nazionale" - Crocetta del Montello (TV)
- 1977 - Collettiva "16º Concorso Nazionale" - Piove di Sacco - (PD)
- 1978 - Collettiva "5º Concorso Nazionale" - Volpago del Montello - (TV)
- 1979 - Collettiva "Arte e lavoro" - San Giorgio di Livenza - Caorle - (VE)
- 1979 - Collettiva "Gallerie Venete" - Villa Simes - Piazzola sul Brenta - (PD)
- 1979 - Collettiva "Città di Asolo" - (TV)
- 1979 - Collettiva "16ª Edizione La Grolla d'Oro" - Ca' da Noal - Treviso